# Јагош Вуковић
Јагош Вуковић (Бачко Добро Поље, 10. јун 1988) бивши је српски фудбалер. Играо је у одбрани.

## Клупска каријера
Поникао је у млађим категоријама ФК Сутјеска у родном Бачком Добром Пољу, а током 2000. године прешао је у млађе категорије београдске Црвене звезде. За први тим Црвене звезде дебитовао је у сезони 2005/06. Тадашњи тренер Валтер Зенга му је дао прилику да наступи на по једној првенственој и куп утакмици. Након те сезоне је прослеђен на позајмицу у београдски Рад, који се тада такмичио у другом рангу такмичења.
У Раду је провео три сезоне, био је стандардан првотимац, и помогао је клубу са Бањице да се пласира у Суперлигу Србије. После уласка у највиши ранг, Рад је откупио Јагоша Вуковића од Црвене звезде. Вуковић је крајем августа 2009. године прослеђен на једногодишњу позајмицу у ПСВ Ајндховен. У априлу 2010. је и званично постао ПСВ-ов играч, пошто је клуб из Ајндховена одлучио да откупи његов уговор. Током прве две године је ретко добијао шансу у ПСВ-у па је за сезону 2011/12. позајмљен холандском прволигашу Роди. По окончању позајмице се вратио у ПСВ али је у такмичарској 2012/13. углавном играо за млади тим. На крају ове сезоне му је истекао уговор па је напустио клуб као слободан играч.
Последњег дана летњег прелазног рока 2013. потписао је за новосадску Војводину, а само четири месеца касније каријеру је наставио у турском Коњаспору. Наступајући у дресу Коњаспора, Вуковић је учествовао у освајању првог трофеја у клупској историји - Куп Турске за сезону 2016/17.
У јулу 2017. потписао је за грчки Олимпијакос. За првих шест месеци у екипи Олимпијакоса је одиграо само један првенствени меч. Потом је пола године провео на позајмици у Верони, да би се у лето 2018. вратио у Пиреј када се променио тренер. У сезони 2018/19. одиграо је 28 мечева за Олимпијакос у свим такмичењима, али је на почетку наредне 2019/20. изгубио место у тиму па је почетком септембра 2019. раскинуо уговор са грчким клубом. Наредни ангажман му је био у Кини, затим је један период био без клуба, да би се у октобру 2023. вратио у српски фудбал потписао за суперлигаша ИМТ. Годину дана касније завршио је играчку каријеру.

## Репрезентација
Био је члан и свих репрезентативних селекција. Са репрезентацијом до 19 година је учествовао на Европском првенству 2007. у Аустрији. Са младом репрезентацијом је наступао на Европском првенству 2009. у Шведској.
Дебитовао је за сениорску репрезентацију Србије на пријатељским сусретима са Северном Ирском (1:0) у Белфасту 14. новембра 2009. и Јужном Корејом (1:0) у Лондону четири дана касније. Седам година касније, Вуковић је поново заиграо за А репрезентацију након што му је селектор Славољуб Муслин пружио прилику на пет утакмица у квалификацијама за Светско првенство 2018. године. Последњи пут у дресу репрезентације је наступио 14. новембра 2017. на пријатељској утакмици са Јужном Корејом.